# Liste der Lieder von Eisregen
Die Liste der Lieder von Eisregen enthält Lieder der deutschen Extreme-Metal-Gruppe Eisregen aus Thüringen.

## Liederliste

### #
| Titel                                            | Jahr | Medium | Werk         |
| ------------------------------------------------ | ---- | ------ | ------------ |
| ...und sie blutete nur einen Sommer lang         | 2000 | CD     | Leichenlager |
| ...und über allem weht der Wind so kalt (Pest I) | 1998 | CD     | Zerfall      |

### 1
| Titel                                           | Jahr | Medium           | Werk             |
| ----------------------------------------------- | ---- | ---------------- | ---------------- |
| Das 4. Tier aß den Mutterwitz (Bethlehem cover) | 2018 | CD, Schallplatte | Fegefeuer        |
| 13                                              | 2001 | CD               | Farbenfinsternis |
| 13 russische Krebsschweine                      | 2018 | CD, Schallplatte | Satan liebt dich |
| 17 Kerzen am Dom                                | 2007 | CD               | Blutbahnen       |
| 19 Nägel für Sophie                             | 2008 | CD, Schallplatte | Knochenkult      |
| 1000 Jahre Nacht                                | 2020 | CD, Schallplatte | Leblos           |
| 1000 tote Nutten                                | 2005 | CD + DVD         | Hexenhaus        |

### A
| Titel                                  | Jahr | Medium           | Werk               |
| -------------------------------------- | ---- | ---------------- | ------------------ |
| Abglanz vom Licht                      | 1998 | CD               | Krebskolonie       |
| Adlerhorst                             | 2015 | CD, Schallplatte | Marschmusik        |
| Alice im Wundenland                    | 2018 | CD, Schallplatte | Fegefeuer          |
| Das Allerschlimmste                    | 2010 | CD, Schallplatte | Schlangensonne     |
| Alphawolf                              | 2007 | CD               | Blutbahnen         |
| Alphawolf (Alternative Gesangsversion) | 2007 | CD               | Eine erhalten      |
| Am Ende                                | 2021 | CD, Schallplatte | Bitterböse         |
| Am Glockenseil                         | 2004 | CD               | Wundwasser         |
| Angst wird Fleisch                     | 2001 | CD               | Farbenfinsternis   |
| Atme Asche                             | 2020 | CD, Schallplatte | Leblos             |
| Auf den Spuren der Säge                | 2017 | CD, Schallplatte | Fleischfilm        |
| Auferstehung (Pest IV)                 | 1998 | CD               | Zerfall            |
| Auf ewig Ostfront                      | 2010 | CD, Schallplatte | Schlangensonne     |
| Auf ewig Ostfront (Remix)              | 2015 | CD, Schallplatte | Brummbär           |
| Auftakt: Eine kleine Schlachtmusik     | 2007 | CD               | Blutbahnen         |
| Ausklang                               | 1996 | Kassette         | Das Ende des Weges |
| Axtmann                                | 2018 | CD, Schallplatte | Fegefeuer          |

### B
| Titel                                   | Jahr | Medium           | Werk               |
| --------------------------------------- | ---- | ---------------- | ------------------ |
| Bei den Gräbern                         | 2000 | CD               | Leichenlager       |
| Bewegliche Ziele                        | 2011 | CD, Schallplatte | Rostrot            |
| Bitterböse                              | 2021 | CD, Schallplatte | Bitterböse         |
| Black Magic Mushrooms (Mysticum cover)  | 2018 | CD, Schallplatte | Fegefeuer          |
| Black Magic Mushrooms (Mysticum cover)  | 2017 | Schallplatte     | Kartoffeln & Pilze |
| Blassblaue Lippen                       | 1998 | CD               | Krebskolonie       |
| Blutbahnen                              | 2007 | CD               | Blutbahnen         |
| Blutbahnen (Alternative Gesangsversion) | 2007 | CD               | Eine erhalten      |
| Blute aus                               | 2010 | CD, Schallplatte | Schlangensonne     |
| Blutgeil                                | 2004 | CD               | Wundwasser         |
| Blut ist Leben                          | 1996 | Kassette         | Das Ende des Weges |
| Blut ist Leben                          | 1996 | Kassette         | Promo 96           |
| Blut ist Leben (re-recorded)            | 2008 | CD, Schallplatte | Knochenkult        |
| Blutkreis                               | 2015 | CD, Schallplatte | Marschmusik        |
| Blut saufen                             | 2014 | CD               | Flötenfreunde      |
| Blutvater                               | 2011 | CD, Schallplatte | Rostrot            |
| Born Dead (Death cover)                 | 2001 | CD               | Farbenfinsternis   |
| Die Bruderschaft des 7. Tages           | 2018 | CD, Schallplatte | Fegefeuer          |
| Brustfeti-Christ                        | 2010 | CD, Schallplatte | Schlangensonne     |
| Bunkertür                               | 2015 | CD, Schallplatte | Marschmusik        |

### D
| Titel                                     | Jahr | Medium           | Werk                           |
| ----------------------------------------- | ---- | ---------------- | ------------------------------ |
| Dass Ihr anbetet einen toten Bettler      | 1995 | Kassette         | Mysterien der Nacht            |
| Dein Blut                                 | 2001 | CD               | Farbenfinsternis               |
| Deutsches Bierlied                        | 2020 | CD, Schallplatte | Die räudigen Rennsteigrebellen |
| Deutschland in Flammen                    | 2001 | CD               | Farbenfinsternis               |
| Drauß' vom Häuten komm' ich her           | 2020 | CD, Schallplatte | Leblos                         |
| Drei Mütter                               | 2017 | CD, Schallplatte | Fleischfilm                    |
| DSDSL (Deutschland sucht die Superleiche) | 2012 | CD, Schallplatte | Todestage                      |

### E
| Titel                       | Jahr | Medium           | Werk                |
| --------------------------- | ---- | ---------------- | ------------------- |
| Eine erhalten               | 2007 | CD               | Eine erhalten       |
| Einführung in den Sabbat 1  | 1995 | Kassette         | Mysterien der Nacht |
| Einführung in den Sabbat 2  | 1995 | Kassette         | Mysterien der Nacht |
| Ein Hauch von Räude         | 2007 | CD               | Blutbahnen          |
| Ein Jahr im Leben des Todes | 2001 | CD               | Farbenfinsternis    |
| Einklang                    | 1996 | Kassette         | Das Ende des Weges  |
| Ein Pfund Fleisch           | 2021 | CD, Schallplatte | Bitterböse          |
| Eisenherz                   | 2012 | CD, Schallplatte | Todestage           |
| Eisenkreuzkrieger           | 2007 | CD               | Blutbahnen          |
| Eisenkreuzkrieger (Remix)   | 2015 | CD               | Brummbär            |
| Eispalast                   | 1998 | CD               | Zerfall             |
| Eispalast                   | 1996 | Kassette         | Das Ende des Weges  |
| Elektro-Hexe                | 2005 | CD + DVD         | Hexenhaus           |
| Endzeit                     | 1998 | CD               | Zerfall             |
| Erlösung                    | 2011 | CD, Schallplatte | Rostrot             |
| Ernte den Untergang         | 2010 | CD, Schallplatte | Schlangensonne      |
| Erscheine!                  | 2008 | CD, Schallplatte | Knochenkult         |
| Erstschlag                  | 2020 | CD, Schallplatte | Leblos              |
| Es lauert                   | 2018 | CD, Schallplatte | Fegefeuer           |

### F
| Titel                                      | Jahr | Medium           | Werk                |
| ------------------------------------------ | ---- | ---------------- | ------------------- |
| Fahles Ross                                | 2011 | CD, Schallplatte | Rostrot             |
| Fahlmondmörder                             | 2018 | CD, Schallplatte | Fegefeuer           |
| Fahlmondmörder                             | 2018 | CD, Schallplatte | Satan liebt dich    |
| Familienbande (Vater Tod und Mutter Nacht) | 2013 | CD, Schallplatte | Todestage           |
| Farbenfinsternis                           | 2001 | CD               | Farbenfinsternis    |
| Fegefeuer                                  | 2018 | CD, Schallplatte | Fegefeuer           |
| Feindbild: Mensch                          | 2000 | CD               | Leichenlager        |
| Fleischbrand                               | 2015 | CD, Schallplatte | Marschmusik         |
| Das Fleischhaus                            | 1997 | Schallplatte     | Fleischhaus         |
| Fleischhaus (Neueinspielung)               | 1999 | CD               | Fleischfestival     |
| Flötenmongo                                | 2012 | CD, Schallplatte | Todestage           |
| Foltergeist                                | 2015 | CD, Schallplatte | Marschmusik         |
| For God Your Soul (Pungent Stench cover)   | 2018 | CD, Schallplatte | Satan liebt dich    |
| Frischtot                                  | 2007 | CD               | Blutbahnen          |
| Frost 1                                    | 1995 | Kassette         | Mysterien der Nacht |
| Frost 2                                    | 1995 | Kassette         | Mysterien der Nacht |
| Für euch, die ihr lebt                     | 1998 | CD               | Krebskolonie        |
| Futter für die Schweine                    | 1998 | CD               | Krebskolonie        |

### G
| Titel                             | Jahr | Medium           | Werk                           |
| --------------------------------- | ---- | ---------------- | ------------------------------ |
| The Gate of Nanna (Beherit cover) | 2018 | CD, Schallplatte | Fegefeuer                      |
| Glas                              | 2004 | CD               | Wundwasser                     |
| Gott der Panzer                   | 2015 | CD, Schallplatte | Marschmusik                    |
| Gott der Panzer                   | 2015 | CD               | Brummbär                       |
| Grünes Herz                       | 2020 | CD, Schallplatte | Die räudigen Rennsteigrebellen |

### H
| Titel                  | Jahr     | Medium             | Werk            |
| ---------------------- | -------- | ------------------ | --------------- |
| Hauch des Todes        | 2017     | CD, Schallplatte   | Fleischfilm     |
| Heckenschütze          | 2022     | CD                 | 15 Jahre AGF    |
| Heer der Ratten        | 2000     | CD                 | Leichenlager    |
| Des Heilands Haut      | 2000     | CD                 | Leichenlager    |
| Des Heilands Haut      | 1999     | CD                 | Fleischfestival |
| Herzblut               | 1998     | CD                 | Zerfall         |
| Herzblut               | 1996     | Kassette           | Promo 96        |
| 1996                   | Kassette | Das Ende des Weges |                 |
| Herzblut 2000          | 1999     | CD                 | Fleischfestival |
| Heute ist Krüppelnacht | 2021     | CD, Schallplatte   | Bitterböse      |
| Hinein ins Tränenmeer  | 2004     | CD                 | Wundwasser      |
| Höllenfahrt            | 2012     | CD, Schallplatte   | Todestage       |

### I
| Titel                        | Jahr | Medium           | Werk               |
| ---------------------------- | ---- | ---------------- | ------------------ |
| Ich bin das Tor              | 1996 | Kassette         | Das Ende des Weges |
| Ich bin das Tor              | 1996 | Kassette         | Promo 96           |
| Ich bin viele                | 1998 | CD               | Zerfall            |
| Ich mach dich bleich         | 2018 | CD, Schallplatte | Fegefeuer          |
| Ich sah den Teufel           | 2011 | CD, Schallplatte | Rostrot            |
| Ich, Zombie                  | 2011 | CD, Schallplatte | Madenreich         |
| Im Blutrausch                | 2017 | CD, Schallplatte | Fleischfilm        |
| Im Dornenwall                | 2007 | CD               | Blutbahnen         |
| Im Reich der Fleischlichkeit | 2001 | CD               | Farbenfinsternis   |
| In der Grube (Pest III)      | 1998 | CD               | Zerfall            |
| In der Grube 2005            | 2005 | CD + DVD         | Hexenhaus          |
| Intro - Wahrheit...?         | 2004 | CD               | Wundwasser         |

### J
| Titel                   | Jahr | Medium           | Werk        |
| ----------------------- | ---- | ---------------- | ----------- |
| Jenseits der Dunkelheit | 2017 | CD, Schallplatte | Fleischfilm |

### K
| Titel                   | Jahr | Medium           | Werk           |
| ----------------------- | ---- | ---------------- | -------------- |
| Kai aus der Kiste       | 2010 | CD, Schallplatte | Schlangensonne |
| Kaltwassergrab          | 2005 | CD + DVD         | Hexenhaus      |
| Kathi das Kuchenschwein | 2011 | CD, Schallplatte | Rostrot        |
| Der kleine Leben        | 1998 | CD               | Krebskolonie   |
| Knochenkult             | 2008 | CD, Schallplatte | Knochenkult    |
| Knochentorte            | 2018 | CD, Schallplatte | Fegefeuer      |
| Krebskolonie            | 1998 | CD               | Krebskolonie   |
| Kreuznarbe              | 2004 | CD               | Wundwasser     |

### L
| Titel                                            | Jahr | Medium           | Werk           |
| ------------------------------------------------ | ---- | ---------------- | -------------- |
| Lang lebe die Nadel                              | 2012 | CD, Schallplatte | Todestage      |
| Leblos                                           | 2020 | CD, Schallplatte | Leblos         |
| Legende des Leides (Pest II)                     | 1998 | CD               | Zerfall        |
| Leichenlager                                     | 2000 | CD               | Leichenlager   |
| Leichensack                                      | 2015 | CD, Schallplatte | Marschmusik    |
| Das letzte Haus am Ende der Einbahnstraße        | 2008 | CD, Schallplatte | Knochenkult    |
| Die letzte Reise des Alan Yates (Metamorphose 2) | 2017 | CD, Schallplatte | Fleischfilm    |
| Das liebe Beil                                   | 2008 | CD, Schallplatte | Knochenkult    |
| Lili Marleen (Lale Andersen cover)               | 2005 | CD + DVD         | Hexenhaus      |
| Linkshänder                                      | 2010 | CD, Schallplatte | Schlangensonne |
| Luftschlag                                       | 2015 | CD               | Brummbär       |

### M
| Titel                                           | Jahr | Medium           | Werk                |
| ----------------------------------------------- | ---- | ---------------- | ------------------- |
| Madenreich                                      | 2011 | CD, Schallplatte | Rostrot             |
| Madenreich                                      | 2011 | CD               | Madenreich          |
| Madenreich (edit)                               | 2011 | CD               | Madenreich          |
| Madenreich (Live in Mogadischu/Somalia 2013)    | 2011 | CD, Schallplatte | Rostrot             |
| Marschmusik                                     | 2015 | CD, Schallplatte | Marschmusik         |
| Mein Eichensarg                                 | 2004 | CD               | Wundwasser          |
| Mein Eichensarg (Schirenc plays Eisregen)       | 2018 | CD, Schallplatte | Satan liebt dich    |
| Mein Leben auf deiner Haut                      | 2015 | CD, Schallplatte | Marschmusik         |
| Meine tote russische Freundin                   | 2001 | CD               | Farbenfinsternis    |
| Mein Leichenwerk                                | 2020 | CD, Schallplatte | Leblos              |
| Mein Reich komme                                | 2001 | CD               | Farbenfinsternis    |
| Menschenfresser                                 | 2017 | CD, Schallplatte | Fleischfilm         |
| Menschenmetzger Fritz (Transilvanian Beef Club) | 2018 | CD, Schallplatte | Satan liebt dich    |
| Missarum Solemnia                               | 1995 | Kassette         | Mysterien der Nacht |
| Mitternacht                                     | 2012 | CD, Schallplatte | Todestage           |
| Mordlust                                        | 2014 | CD               | Flötenfreunde       |
| Mutter schneidet                                | 2020 | CD, Schallplatte | Leblos              |

### N
| Titel                           | Jahr | Medium           | Werk               |
| ------------------------------- | ---- | ---------------- | ------------------ |
| N8verzehr                       | 2010 | CD, Schallplatte | Schlangensonne     |
| Nachtgeburt                     | 1998 | CD               | Krebskolonie       |
| Nachts kommt das Delirium       | 2017 | CD, Schallplatte | Fleischfilm        |
| Nachts kommt das Delirium       | 2017 | Schallplatte     | Kartoffeln & Pilze |
| Nahe der Friedhofsmauer         | 2017 | CD, Schallplatte | Fleischfilm        |
| Nichts wäret ewiglich           | 1997 | Schallplatte     | Fleischhaus        |
| Nichts wäret ewiglich           | 1996 | Kassette         | Das Ende des Weges |
| Nichts wäret ewiglich           | 1996 | Kassette         | Promo 96           |
| Nur dein Fleisch                | 2000 | CD               | Leichenlager       |
| Nur eine weitere Leiche im Wald | 2021 | CD, Schallplatte | Bitterböse         |

### O
| Titel                           | Jahr | Medium           | Werk                |
| ------------------------------- | ---- | ---------------- | ------------------- |
| Oben auf dem Leichenberg        | 2018 | CD, Schallplatte | Fegefeuer           |
| Ode an den Niedergang           | 1998 | CD               | Zerfall             |
| Ode an den Niedergang           | 1996 | Kassette         | Das Ende des Weges  |
| Ode an den Niedergang 1         | 1995 | Kassette         | Mysterien der Nacht |
| Ode an den Niedergang 2 (Outro) | 1995 | Kassette         | Mysterien der Nacht |
| Oh wie sie schrie               | 2012 | CD, Schallplatte | Todestage           |
| Onkel Fritze                    | 2018 | CD, Schallplatte | Satan liebt dich    |
| Opfer                           | 2018 | CD, Schallplatte | Fegefeuer           |
| Oststern                        | 2012 | CD, Schallplatte | Todestage           |
| Outro - Ende...?                | 2004 | CD               | Wundwasser          |

### P
| Titel                                           | Jahr | Medium           | Werk                |
| ----------------------------------------------- | ---- | ---------------- | ------------------- |
| Panzerschokolade                                | 2015 | CD, Schallplatte | Marschmusik         |
| Panzerschokolade                                | 2015 | CD               | Brummbär            |
| Pechschwarz                                     | 2020 | CD, Schallplatte | Leblos              |
| Pervertin Peter (So lang die Schokolade reicht) | 2015 | CD, Schallplatte | Marschmusik         |
| Preludium Tenebrarum                            | 1995 | Kassette         | Mysterien der Nacht |
| Prolog                                          | 1995 | Kassette         | Mysterien der Nacht |

### R
| Titel             | Jahr | Medium           | Werk          |
| ----------------- | ---- | ---------------- | ------------- |
| Ripper von Rostow | 2004 | CD               | Wundwasser    |
| Rostrot           | 2011 | CD, Schallplatte | Rostrot       |
| Rotes Meer        | 2014 | CD, Schallplatte | Flötenfreunde |
| Ruhet sanft       | 2020 | CD, Schallplatte | Leblos        |

### S
| Titel                                           | Jahr | Medium           | Werk                |
| ----------------------------------------------- | ---- | ---------------- | ------------------- |
| Salz der Erde                                   | 2000 | CD               | Leichenlager        |
| Satan der Rache                                 | 2017 | CD, Schallplatte | Fleischfilm         |
| Satan liebt dich                                | 2018 | CD, Schallplatte | Satan liebt dich    |
| Schakal – Ode an die Streubombe                 | 2011 | CD, Schallplatte | Rostrot             |
| Schakal (Remix)                                 | 2015 | CD               | Brummbär            |
| Scharlachrotes Kleid                            | 1998 | CD               | Krebskolonie        |
| Scharlachrotes Kleid (Version Schopfheim)       | 1999 | CD               | Fleischfestival     |
| Schatten im Verstand                            | 2001 | CD               | Farbenfinsternis    |
| Schattenlicht (Preludium Tenebrarum 2)          | 1995 | Kassette         | Mysterien der Nacht |
| Schlachthaus-Blues                              | 2007 | CD               | Blutbahnen          |
| Schlachthaus-Blues (Alternative Gesangsversion) | 2007 | CD               | Eine erhalten       |
| Schlachtraum                                    | 2020 | CD, Schallplatte | Leblos              |
| Schlangensonne                                  | 2010 | CD, Schallplatte | Schlangensonne      |
| Schneuz den Kasper!                             | 2007 | CD               | Blutbahnen          |
| Schneuz den Kasper (Alternative Gesangsversion) | 2007 | CD               | Eine erhalten       |
| Schwarzer Gigolo                                | 2008 | CD, Schallplatte | Knochenkult         |
| Schwarze Rose                                   | 2000 | CD               | Leichenlager        |
| Die Seele der Totgeburt                         | 2000 | CD               | Leichenlager        |
| Seele mein                                      | 2012 | CD, Schallplatte | Todestage           |
| Sei Fleisch und Fleisch sei tot                 | 2008 | CD, Schallplatte | Knochenkult         |
| Sei mein Totenlicht                             | 2021 | CD, Schallplatte | Bitterböse          |
| Stahlschwarzschwanger                           | 2008 | CD, Schallplatte | Knochenkult         |
| Stirb lächelnd                                  | 2000 | CD               | Leichenlager        |
| Süßfleisches Nachtgebet                         | 2008 | CD, Schallplatte | Knochenkult         |
| Syndikat des Schreckens                         | 2017 | CD, Schallplatte | Fleischfilm         |

### T
| Titel                | Jahr | Medium           | Werk           |
| -------------------- | ---- | ---------------- | -------------- |
| Tausendschweiner     | 2014 | CD, Schallplatte | Flötenfreunde  |
| T.H.Ü.R.I.N.G.E.N.   | 1999 | Krebskolonie     | Hexenhaus      |
| Thüringen 2005       | 2005 | CD + DVD         | Hexenhaus      |
| Tiefrot              | 2017 | CD, Schallplatte | Fleischfilm    |
| Todestag             | 2012 | CD, Schallplatte | Todestage      |
| Tod senkt sich herab | 2010 | CD, Schallplatte | Schlangensonne |
| Das Tor (Sado-Mix)   | 2000 | CD               | Leichenlager   |
| Tot / Untot          | 2012 | CD, Schallplatte | Todestage      |
| Tot / Untot (demo)   | 2014 | CD, Schallplatte | Flötenfreunde  |
| Treibjagd            | 2008 | CD, Schallplatte | Knochenkult    |

### V
| Titel                 | Jahr | Medium           | Werk                |
| --------------------- | ---- | ---------------- | ------------------- |
| Vampir von Düsseldorf | 2022 | CD, Schallplatte | Wiedergänger        |
| Verleugnung           | 1995 | Kassette         | Mysterien der Nacht |
| Versuchung            | 1995 | Kassette         | Mysterien der Nacht |
| Vom Muttermord        | 2004 | CD               | Wundwasser          |
| Vorabend der Schlacht | 1998 | CD               | Krebskolonie        |
| Vorboten              | 2001 | CD               | Farbenfinsternis    |
| Vorhölle              | 2018 | CD, Schallplatte | Fegefeuer           |
| Vorspiel              | 1996 | Kassette         | Promo 96            |

### W
| Titel                       | Jahr | Medium           | Werk                           |
| --------------------------- | ---- | ---------------- | ------------------------------ |
| Die wahre Elektro-Hexe      | 2005 | CD + DVD         | Hexenhaus                      |
| Waldgott                    | 2012 | CD, Schallplatte | Todestage                      |
| Wangenrot                   | 2020 | CD, Schallplatte | Leblos                         |
| Was vom Leben übrig bleibt  | 2004 | CD               | Wundwasser                     |
| Was von dir bleibt          | 2015 | CD, Schallplatte | Marschmusik                    |
| Wechselbalg                 | 2011 | CD, Schallplatte | Rostrot                        |
| Wenn es draußen dunkel wird | 2020 | CD, Schallplatte | Die räudigen Rennsteigrebellen |
| Westwärts                   | 2005 | CD + DVD         | Hexenhaus                      |
| Wiedergänger (Single Edit)  | 2022 | CD, Schallplatte | Wiedergänger                   |
| Wundwasser                  | 2004 | CD               | Wundwasser                     |

### Z
| Titel                            | Jahr | Medium           | Werk                           |
| -------------------------------- | ---- | ---------------- | ------------------------------ |
| Zauberelefant                    | 2010 | CD, Schallplatte | Schlangensonne                 |
| Zeitenwende                      | 1996 | Kassette         | Das Ende des Weges             |
| Zeitenwende                      | 1996 | Kassette         | Promo 96                       |
| Zeitenwende                      | 1995 | Kassette         | Mysterien der Nacht            |
| Zeit zu saufen                   | 2020 | CD, Schallplatte | Die räudigen Rennsteigrebellen |
| Zeit zu spielen                  | 2000 | CD               | Leichenlager                   |
| Zeit zu spielen (Version Extrem) | 1999 | CD               | Fleischfestival                |
| Zerrbild des Todes               | 1995 | Kassette         | Mysterien der Nacht            |
| Zu Ehren meiner dunklen Königin  | 1996 | Kassette         | Das Ende des Weges             |
| Zu Ehren meiner dunklen Königin  | 1995 | Kassette         | Mysterien der Nacht            |
| Zu töten den Gott                | 1995 | Kassette         | Mysterien der Nacht            |
| Zurück in die Kolonie            | 2007 | CD               | Blutbahnen                     |